# Esparto (gras)

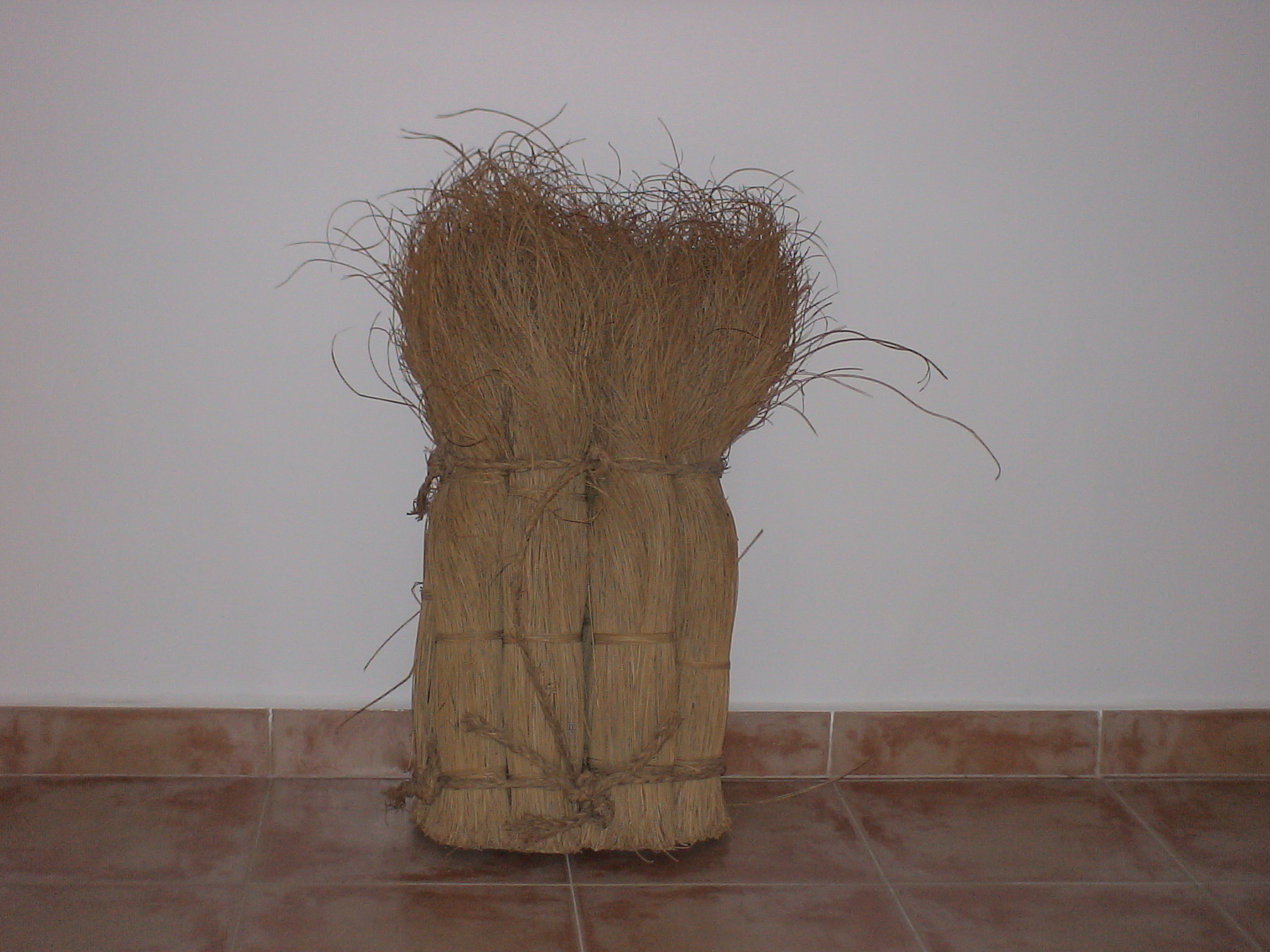
Esparto gereed voor verwerking

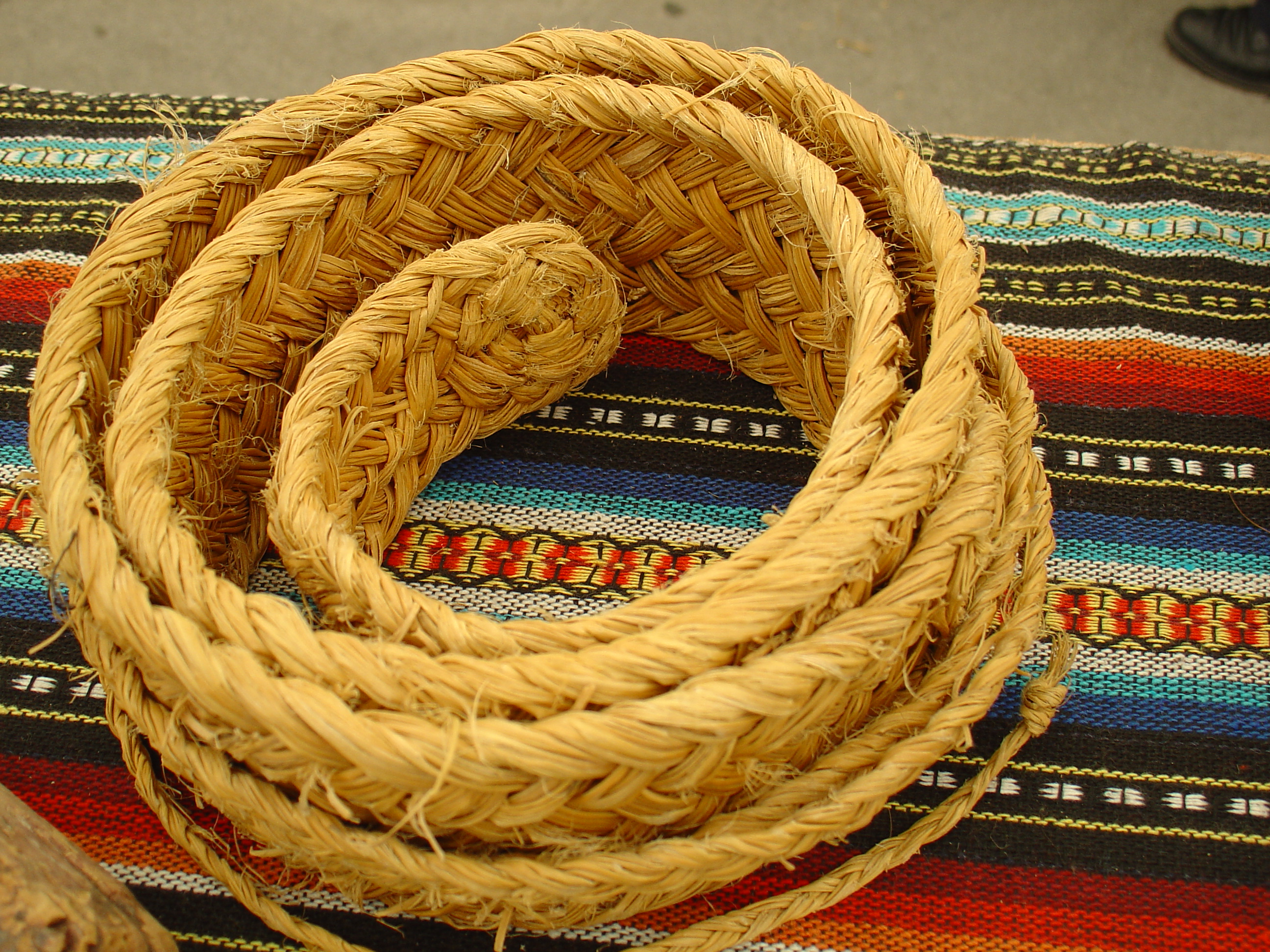
Geweven esparto

Esparto of espartogras (Macrochloa tenacissima, basioniem: Stipa tenacissima) is een overblijvende grassoort die groeit in Noordwest-Afrika en in het zuidelijk deel van het Iberisch Schiereiland. Het gras wordt onder meer gebruikt voor de fabricage van touw, manden, espadrilles en cilicia.

## Espartopapier
De vezels van espartogras kunnen worden gebruikt voor de fabricage van papier. Het papier is van hoge kwaliteit en wordt voor boeken gebruikt. Het werd voor het eerst gebruikt in 1850 in Engeland, en is ook in de rest van Europa in gebruik geraakt, meestal in combinatie met 5-10% houtcellulose.